# (157329) 2004 TM16
(157329) 2004 TM16 est un astéroïde de la ceinture principale, découvert à l'observatoire du Cégep de Trois-Rivières (924) à Champlain (Québec) par l'astronome trifluvien Éric J. Allen le 13 octobre 2004. Il porte le numéro 157329 et sa désignation provisoire est 2004 TM16.